# Живот до поискване
„Живот до поискване“ е български игрален филм (драма) от 1987 година на режисьора Коста Биков, по сценарий на Владо Даверов. Оператор е Димитър Лисичаров. Музиката във филма е композирана от Кирил Дончев. В сюжета на филма са вплетени новини за изкачването на връх Еверест от Христо Проданов, като има и архивни кадри от интервю с него, както и автентични разговори по радиостанция от експедицията.

## Актьорски състав
- Любен Чаталов – Асен
- Катя Иванова – Зара
- Ивайло Герасков – Жоро
- Филип Трифонов – Мартин
- Адриана Петрова – Нели
- Цочо Керкенезов – Бай Първан
- Константин Павлов
- Валентина Стефанова
- Юри Ангелов – Младият лекар
- Венцислав Вълчев – Лавкаджията
- Мария Фурнаджиева
- Стилиян Иванов
- Димитър Туджаров - Шкумбата – себе си
- Георги Соколов – Соколето – себе си
- Илия Вангелов
- Кирил Мирков
- Светослав Карабойков
- Людмил Тодоров – Операторът
- Никола Чиприянов
- Димитър Милев
- Люба Трифонова
- Васил Караиванов
- Надя Вантова